# Orante
Orante ist ein spanischer Ort in den Pyrenäen in der Provinz Huesca der Autonomen Gemeinschaft Aragonien. Er gehört zur Gemeinde Jaca. Orante zählte im Jahr 2015 fünf Einwohner. Er liegt auf 935 Meter Höhe. 

## Geschichte
Der Ort wurde im Jahr 1063 erstmals urkundlich erwähnt.